# Daniel Deronda
Daniel Deronda est un roman de la femme de lettres anglaise George Eliot, paru en 1876. C'est le dernier roman qu'elle a terminé et le seul se déroulant à son époque, sous le règne de la reine Victoria. À la fois satire sociale et œuvre moraliste, ce livre présente sous un jour favorable un courant kabbaliste de la pensée juive à l'origine du sionisme, ce qui a pu prêter à controverse à propos de son auteure, par ailleurs considérée comme l'une des plus significatives de l'époque victorienne.
Le roman a fait l'objet de trois adaptations filmées, la première au cinéma muet, les deux autres pour la télévision. Il a aussi été adapté au théâtre, notamment dans les années 1960, par la 69 Theatre Company de Manchester avec Vanessa Redgrave dans le rôle de Gwendolen Harleth.

## Résumé de l'intrigue
Daniel Deronda est composé de deux récits entrecroisés, unis par le personnage du titre. Deronda est élevé par un homme riche, Sir Hugo Mallinger, mais ses relations avec cet homme sont ambiguës. Deronda croit fermement être son fils illégitime, bien que Sir Hugo n'en ait jamais parlé. Il est séduit par la belle, arrogante et obstinée Gwendolen Harleth, dont la famille connaît un revers de fortune peu de temps après le début du roman. Afin de se protéger et d'éviter de devenir une pauvre gouvernante, Gwendolen épouse le riche mais cruel et dépravé Henleigh Grandcourt, trahissant la promesse qu'elle avait faite à la maîtresse de ce dernier, Lydia Glasher.
Deronda, au même moment, empêche une pauvre mais belle chanteuse juive, Mirah Lapidoth, de se suicider en sautant dans la Tamise. Mirah était arrivée à Londres sans un sou, après s'être enfuie de chez son père qui voulait la prostituer. Deronda dépose Mirah aux bons soins de la mère d'un ami, et part à la recherche de sa mère et de son frère, dont elle fut séparée par son père quand elle était enfant. Lors de ses recherches, Deronda est introduit dans la communauté juive de Londres. Eliot présente à ses lecteurs, le mode de vie des Juifs de façon positive, tandis que Mirah et Daniel se rapprochent sentimentalement. Le comportement vertueux de Mirah contraste avec celui égoïste de Gwendolen, quand Mirah rejette un mariage avantageux avec un ami chrétien de Daniel, et recherche du travail comme chanteuse afin de payer pour son entretien.
Un des personnages juifs que rencontre Daniel est un visionnaire tuberculeux, Mordecaï, dont la passion est que le peuple juif retrouve son identité nationale et soit un jour rétabli comme une nation. Comme il est mourant, il veut que Daniel devienne son héritier spirituel afin de poursuivre son rêve. En dépit de sa forte attirance pour Mordecaï, Deronda hésite de s'engager pour une cause qui ne semble pas être en relation avec sa propre identité. Le désir de Deronda d'embrasser la vision de Mordecaï se fortifie quand il découvre que Mordecaï est le frère de Mirah qu'il recherchait (La mère de Mirah est morte quand Mirah était à l'étranger).
Gwendolen, pendant ce temps est broyée émotionnellement par son cruel et manipulateur de mari, ainsi que par l'horreur qu'elle ressent, d'être responsable de l'exhérédation des enfants de Lydia Glasher par Grandcourt. Quand Henleigh Grandcourt se noie lors d'un voyage à l'étranger, Gwendolen est consumée de remords d'avoir souhaité sa mort et d'avoir hésité à l'aider, en opposition avec Deronda qui a sauvé Mirah dans une situation similaire. Gwendolen voit déjà son futur avec Deronda, mais lui, au contraire la pousse dans le chemin de la vertu où elle aidera les autres de façon à alléger ses propres souffrances.
Deronda est sur place pour donner des conseils à Gwendolen, car il s'est rendu en Italie pour rencontrer sa mère qui est malade et condamnée. Il apprend qu'il est réellement le fils légitime d'une fameuse chanteuse d'opéra dont Sir Hugo était tombé amoureux. Elle lui explique qu'elle est la fille d'un rabbin, forcée de se marier à un Juif religieux, malgré sa haine pour la piété trop rigide de ses racines juives traditionnelles. Daniel est le produit de cette union. À la mort de son mari, elle supplie le loyal Sir Hugo d'élever son enfant comme un « gentleman anglais », et de ne jamais lui dire qu'il est juif. En apprenant la vérité sur ses origines, Deronda avoue son amour à Mirah, et ils décident de se marier. Daniel s'engage à devenir un disciple de Mordecaï, et peu de temps après leur mariage, Mordecaï meurt avec Daniel et Mirah à son côté. Le couple nouvellement marié commence alors un voyage en Palestine pour étudier ce qu'ils peuvent faire pour redonner une nationalité au peuple juif 
Gwendolen est déçue que Deronda ne lui soit pas accessible, mais fidèle à ses conseils, elle se résout à vivre de façon désintéressée. Elle lui envoie une lettre le jour de son mariage, lui disant de ne pas penser à elle tristement, mais en sachant qu'elle va devenir une meilleure personne à cause de lui.

## Personnages dansDaniel Deronda
- Daniel Deronda : le pupille du riche Sir Hugo Mallinger et le héros éponyme du roman. Deronda a tendance à aider les autres, sans regarder à son intérêt : ainsi, au début du roman, il échoue à son examen d'admission à Cambridge, car il s'est occupé d'un ami, a voyagé à l'étranger et n'a pu commencer que l'étude du droit. Il se pose beaucoup de questions concernant ses origines, et de savoir s'il est ou pas un « gentleman ». Plus il s'implique dans le monde à part des Juifs, plus il s'identifie à leur cause, à mesure des révélations sur ses ancêtres. Eliot s'inspire de l'histoire de Moïse pour Deronda : Tel Moïse, Hébreu élevé en Égyptien qui conduit finalement son peuple à la Terre promise, Deronda est un Juif élevé comme un Anglais et qui, à la fin du roman, projette de faire de même. Le patronyme de Deronda semble indiquer que ses ancêtres ont vécu dans la ville espagnole de Ronda, avant l'expulsion des Juifs d'Espagne en 1492.

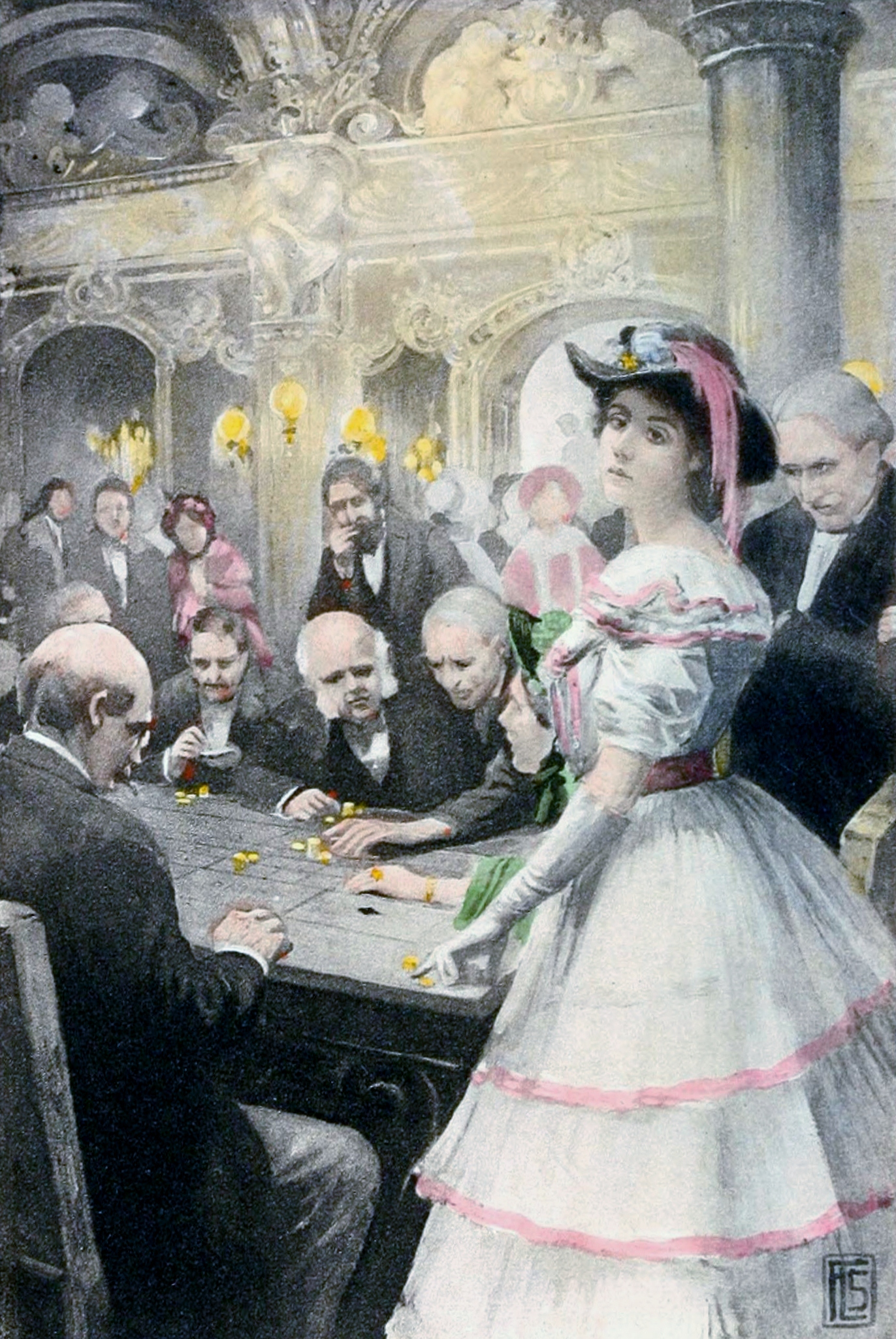
Gwendolen Harleth à la table de jeu. Édition du livre Daniel Deronda de 1910.

- Gwendolen Harleth : la superbe fille gâtée d'une veuve. Très recherchée par les hommes, elle aime se faire courtiser, mais se révèle surtout intéressée. Au début du roman, sa famille souffre d'un grave revers financier, et elle doit envisager de devenir gouvernante pour subvenir à ses besoins et à ceux de sa famille. Cherchant une échappatoire, elle envisage de devenir actrice ou chanteuse, mais Herr Klesmer lui fait remarquer qu'elle commence trop tard, qu'elle ne connaît pas la signification du dur travail, de l'apprentissage et du sacrifice. Gwendolen épouse alors le cruel et dominateur Henleigh Grandcourt, bien qu'elle ne l'aime pas. Désespérément malheureuse, elle trouve de l'aide chez Deronda, qui semble la comprendre et lui offre son soutien moral, ainsi qu'une voie pour sortir de sa culpabilité et de sa peine. En décrivant la psychologie d'une égoïste luttant pour atteindre une meilleure compréhension d'elle-même et des autres par la souffrance, Eliot atteint son meilleur niveau en tant que romancier, et fait de Gwendolen le véritable cœur du roman. Le roman est d'ailleurs moins dédié à Deronda qu'à Gwendolen, ce qui a fait dire à F. R. Leavis que le roman aurait été meilleur encore si ses composantes « juives » avaient été supprimées, et s'il avait été intitulé Gwendolen Harleth.
- Mirah Lapidoth : une belle fille juive, née en Angleterre, mais emmenée par son père quand elle était enfant, pour voyager de par le monde en tant que chanteuse. Réalisant que son père voulait la vendre comme maîtresse à un riche noble européen pour obtenir de l'argent afin de satisfaire sa passion du jeu, elle s'enfuit et retourne à Londres à la recherche de sa mère et de son frère. Cependant, arrivée à Londres, elle trouve son ancienne maison détruite et aucune trace de sa famille. Désespérée, elle tente de se suicider. Elle est sauvée par Daniel, et remise aux bons soins de ses amis, pendant qu'elle recherche sa famille et un travail, de façon à subvenir à ses propres besoins. Il semble que George Eliot se soit inspirée de Herta Ayrton pour ce personnage[2].
- Henleigh Mallinger Grandcourt : un homme riche, manipulateur et sadique. Il épouse Gwendolen Harleth et se lance alors dans une campagne de cruauté émotionnelle. Il a une maîtresse, Lydia Glasher, avec qui il a eu plusieurs enfants illégitimes. Il avait promis de se marier avec Lydia à la mort de son mari, mais trahit sa parole afin d'épouser Gwendolen.
- Sir Hugo Mallinger : un homme fortuné ; Sir Hugo est tombé amoureux de la diva d'opéra Maria Alcharisi quand il était jeune, et a accepté, par amour pour elle, d'élever son fils, Daniel Deronda.
- Lush: le servile associé d'Henleigh Grandcourt. Lui et Gwendolen se sont détestés dès le début.
- Lydia Glasher : la maîtresse d'Henleigh Grandcourt, une femme déchue qui a quitté son mari pour élever les enfants de Grandcourt. Elle se confronte à Gwendolen afin de la persuader de ne pas épouser Grandcourt et de protéger l'héritage de ses enfants. Afin de punir les deux femmes, Grandcourt prend les bijoux de famille qu'il avait donnés à Glasher et les offre à Gwendolen, la forçant même à les porter, bien qu'elle soit au courant qu'ils ont déjà été portés par sa maîtresse.
- Ezra Mordecaï Lapidoth : le frère de Mirah. Un jeune Juif visionnaire, souffrant de tuberculose, qui devient l'ami de Daniel Deronda et lui enseigne le judaïsme. Mordecaï, un kabbaliste et protosioniste, voit en Deronda son successeur spirituel et lui conseille de poursuivre sa vision de la création d'une patrie pour les Juifs en Palestine. Il est dénommé d'après le personnage biblique Mardochée (en hébreu: מרדכי - Mordekhaï), qui délivre les Juifs des machinations de Haman dans le Livre d'Esther.
- Herr Klesmer : un musicien juif allemand appartenant au cercle social de Gwendolen Harleth; Klesmer épouse Catherine Arrowpoint, une fille riche amie de Gwendolen. Il conseille aussi à Gwendolen de ne pas se lancer dans le théâtre pour vivre. Le personnage serait basé en partie sur Franz Liszt.
- Contessa Maria Alcharisi : la mère de Daniel Deronda. Fille d'un rabbin, elle souffre de la domination de son père, qui ne voit en elle qu'une future mère de garçons juifs. Pour lui plaire, elle accepte de se marier avec un homme religieux, son cousin, sachant qu'il l'adore et qu'il la laissera faire ce qu'elle veut après la mort de son père. Après la mort de son père, elle devient une chanteuse et actrice renommée. Après la mort de son mari, elle donne son fils à Sir Hugo Mallinger afin qu'il l'élève comme un vrai gentleman anglais, libéré de tous les problèmes liés à la condition juive. Plus tard, quand sa voix semble faillir, elle se convertit au christianisme pour épouser un noble russe. Elle retrouve sa voix, et regrette amèrement d'avoir renoncé à sa vie d'artiste. Lorsqu'elle tombe gravement malade, elle craint d'y voir un châtiment pour avoir déjoué les plans de son père concernant son petit-fils. Elle contacte Daniel par l'intermédiaire de Sir Hugo, et lui demande de la rencontrer à Gênes, où elle se trouve dans le but de consulter un docteur. Leur rencontre en Italie est l'une des scènes les plus importantes du roman. Elle indique alors à Deronda où il peut récupérer un coffret rempli de documents importants rassemblés par son père, et concernant son héritage juif.

## Importance littéraire et accueil

### Influence sur le sionisme
Écrit à une époque où le sionisme chrétien (appelé alors Restaurationnisme) avait de nombreux partisans, le roman d'Eliot a eu une certaine influence sur le sionisme juif ultérieur : il est en effet cité par Henrietta Szold, Eliézer Ben Yehoudah et Emma Lazarus comme un facteur de poids dans leur décision de devenir sionistes.
Certains critiques modernes, notamment le critique palestinien Edward Said, considèrent le roman comme un outil de propagande pour encourager la Grande-Bretagne à la création en Palestine mandataire d'un état pour les Juifs. Le roman est explicite, en envoyant les non-chrétiens vers une terre non-chrétienne, et aussi en affirmant que l'on ne se marie qu'avec son semblable, et donc que Deronda ne peut se marier avec sa bien-aimée que parce qu'ils sont de la même race/religion/nation. Des critiques hostiles ont donc pu suggérer que le livre défend un point de vue fondamentalement raciste du mariage. Cependant le pianiste juif allemand Klesmer épouse l'anglaise Catherine Arrowpoint, suggérant que la position d'Eliot sur ce sujet est plus nuancée que ne l'indique ces critiques.
Lors de la publication du livre, la « partie juive » du roman est accueillie avec perplexité par les lecteurs non-juifs, qui forment la majorité des lecteurs d'Eliot. En effet, la description des Juifs dans les autres romans de l'époque, d'Oliver Twist de Dickens à The Way We Live Now (« La façon dont nous vivons maintenant ») d'Trollope, est fortement négative, et entretient les préjugés antisémites. Même la gouvernance de Disraeli, premier ministre britannique d'origine juive n'a pu modifier l'opinion des Britanniques sur les Juifs à cette époque, faite d'un mélange de dérision, de révulsion et de préjugés. La description de Juifs sympathiques, et la comparaison effectuée par Eliot entre le monde des Juifs et la société britannique provoquent une réaction hostile à cette partie du livre, dans laquelle s'inscrit la remarque de Leavis. Certains lecteurs proposent d'ailleurs à l'auteur d'épurer son livre de sa « partie juive, » en ne conservant que les sections se rapportant à Gwendolen et en retirant toutes références aux racines juives de Daniel.
Inversement, certaines traductions en hébreu, faites par des mouvements sionistes d'Europe de l'Est, à la fin du XIXe siècle et au début du XXe siècle, mettent la « partie juive » en exergue, au détriment des autres sections, fortement abrégées, voire supprimées.
Aussi, la communauté juive contemporaine d'Eliot accueille chaleureusement Daniel Deronda, et a le sentiment d'avoir été, pour la première fois, représentée de façon honnête par un écrivain britannique important. Le personnage de Deronda inspirera même au grand dramaturge de langue yiddish et hébraïque, Abraham Goldfaden, la pièce de théâtre Ben Ami (« Fils de mon peuple »), écrite en 1907.

### Le sionisme dans le roman
Deux histoires s'entremêlent dans Daniel Deronda, autour de deux mondes, la société anglaise bourgeoise à la mode et familière, ou évolue de Gwendolen Harleth, et le monde moins familier des Juifs d'Angleterre, société à l'intérieur de la société, où vivent Mordecaï (ou Ezra) Cohen et sa sœur, Mirah. L'un des thèmes majeurs du roman est de montrer que ces mondes ne se sont jamais complètement accordés : soit ils sont séparés, soit l'on doit quitter l'un pour pénétrer dans l'autre. Daniel vit entre ces deux mondes, et s'identifie graduellement au côté juif, au fur et à mesure qu'il prend connaissance du mystère de sa naissance, et développe des relations avec Mordecaï et Mirah. 
Dans le roman, les qualités juives de spiritualité, de cohérence morale et de sens de la communauté contrastent favorablement avec la société anglaise, matérialiste, béotienne, et largement corrompue. Les valeurs morales des Juifs semblent manquer à la vaste société britannique qui les entoure.
Eliot a en effet désiré corriger au moyen de ce roman l'ignorance et les préjudices à l'encontre des Juifs. L'histoire de Mordecaï, que les passions de Gwendolen pourraient facilement éclipser, clôt néanmoins le roman.
Daniel a des principes, est secourable et sage. Afin de donner de la substance à son caractère, Eliot lui assigne un but louable. Dans l'esprit des Juifs de l'époque, le choix du sionisme comme but existentiel peut sembler étrange. Cependant, Eliot s'est intéressée à la culture juive au travers de ses relations avec Immanuel Oscar Menahem Deutsch, juif érudit juif, mystique et protosioniste. Les idées politiques et spirituelles de Mordecaï, essentielles pour le roman, sont en partie basées sur celles de Deutsch. Dans une scène clé, Deronda suit Mordecaï dans une taverne où ce dernier rencontre d'autres philosophes sans le sou, afin d'échanger des idées. Là, Mordecaï prononce un long discours dans lequel il donne sa vision d'un foyer pour les Juifs où ils seraient, espère-t-il, capables de prendre leur place parmi les nations du monde dans l'intérêt général.
L'écriture de Daniel Deronda coïncide avec la floraison de mouvements nationalistes parmi les intellectuels d'Europe. Leurs sentiments nationalistes mènent à de nombreux soulèvements, comme celui de 1848, passé dans l'histoire sous le nom de  « Printemps des peuples. » Le roman se déroule à cette période charnière, où l'on perçoit les premiers signes du déclin de l'empire austro-hongrois, dont la bataille de Sadowa, en 1866, que l'empire perd contre la Prusse. Eliot relie donc délibérément les événements de son roman à des agitations historiques. Les mouvements d'unité nationale et d'autodétermination prennent de l'ampleur en Allemagne et en Italie, et sont perçus comme des forces progressistes contre les vieux régimes réactionnaires des empires austro-hongrois ou russe. 
L'enthousiasme manifesté par Eliot pour la cause sioniste doit être compris dans ce contexte : elle voit en lui l'opportunité de corriger une injustice historique, à une époque où les éléments progressistes voient la libération nationale des peuples comme positive.

### La Kabbale dans le roman
La tradition mystique juive, connue sous le nom de Kabbale a une importance considérable sur le roman. Elle est directement désignée dans le texte au chapitre 38 du roman. Mordecaï se décrit comme la réincarnation des mystiques juifs d'Espagne et d'Europe, et croit que sa vision est l'accomplissement d'une aspiration ancienne du peuple juif. La plupart des discussions entre Mordecaï et Deronda sont décrites en termes quasi mystiques, par exemple quand Mordecaï rencontre Deronda sur la Tamise.
 L'inclusion de ce mysticisme non dissimulé est surprenante dans l'œuvre d'un écrivain qui, pour beaucoup, incarne l'humanisme séculier et libéral de l'ère victorienne. En réalité, Eliot a nourri un intérêt pour la spiritualité et l'occultisme  tout au long de sa vie, en dépit de son agnosticisme et de son rejet déclaré de la religion officielle. La Kabbale n'est d'ailleurs pas la seule forme de spiritualité présente dans le roman : Lydia Glasher rencontre Gwendolen au milieu d'un arrangement de menhirs, et Gwendolen réagit à l'image d'un homme mourant. 
De tous les romans de l'époque victorienne, le mysticisme inhérent de Daniel Deronda et son analyse de la croyance religieuse comme force de progrès pour la nature humaine, est celui qui rapproche le plus son auteur de l'œuvre de Dostoïevski.

## Adaptations au cinéma et à la télévision
- 1921 : Daniel Deronda, film muet britannique de Walter Courtney, avec Reginald Fox, Ann Trevor et Clive Brook.
- 1970 : Daniel Deronda, mini-série britannique d'Alexander Baron (en), avec John Nolan, Martha Henry et Robert Hardy.
- 2002 : Daniel Deronda (en), mini-série britannique d'Andrew Davies, avec Hugh Dancy, Romola Garai et Hugh Bonneville.